# Cambrium (album)
Cambrium, music for protozoa is een livealbum van de Duitser Stephen Parsick. Parsick maakte de afgelopen tijd albums waarin het terugkeert naar het ontstaan en het leven op en in de aarde. De subtitels verwijzen ook in dit geval naar prehistorische zaken. Ideeën voor het album ontstonden in de periode september 2007 tot mei 2008. Delen werden toen gespeeld tijdens een concert in het Planetarium van Bochum. Deze compact disc bevat opnamen van een concert tijdens Nacht der Klänge aan de Universiteit Bielefeld op 29 mei 2009. De muziek is volgespeeld door analoge synthesizers, waarvan de belangrijkste de ARP 2000 synthesizer, direct gevolgd door de VCS3 bekend van Pink Floyds Dark Side Of The Moon. De muziek bestaat uit een mengeling van doombient, donkere variant van ambient (maar hier niet zo donker als eerdere albums) en elektronische muziek. Een aantal van de stukken vertoont overeenkomsten met de intermezzos die de Moody Blues uitvoerden tijdens hun gedichten of albumintro's (bv. 'On the Threshold of a Dream').
Stephen Parsick is de enige musicus op het album.

## Tracks
| Nr. | Titel                 | Duur  |
| --- | --------------------- | ----- |
| 1.  | proterozoikum         | 4:40  |
| 2.  | DNA sequence          | 2:30  |
| 3.  | electric soup kitchen | 6:00  |
| 4.  | primordial glurp      | 5:50  |
| 5.  | trilobite             | 5:25  |
| 6.  | amboeba               | 9:58  |
| 7.  | cambrium              | 9:16  |
| 8.  | medusa                | 11:05 |
| 9.  | urge to live          | 4:30  |
| 10. | radiolaria            | 6:54  |